# Declaración sobre los derechos de las personas pertenecientes a minorías nacionales o étnicas, religiosas y lingüísticas
La Declaración sobre los derechos de las personas pertenecientes a minorías nacionales o étnicas, religiosas y lingüísticas fue adoptada por la Asamblea General de la ONU el 18 de diciembre de 1992 y está considerada como el documento normativo más importante sobre los derechos de las minorías.
Entre los aspectos claves señala que "Las personas pertenecientes a minorías nacionales o étnicas, religiosas y lingüísticas (en lo sucesivo denominadas personas pertenecientes a minorías) tendrán derecho a disfrutar de su propia cultura, a profesar y practicar su propia religión, y a utilizar su propio idioma, en privado y en público, libremente y sin injerencia ni discriminación de ningún tipo...
"  (Artículo 2.1)
La declaración establece normas fundamentales para gestionar la diversidad y garantizar la no discriminación de las minorías. Especialmente los artículos 1.1, 2.3 y 5.1.
1.1.  Los Estados protegerán la existencia y la identidad nacional o étnica, cultural, religiosa y lingüística de las minorías dentro de sus territorios respectivos y fomentarán las condiciones para la promoción de esa identidad
2.3. Las personas pertenecientes a minorías tendrán el derecho de participar efectivamente en las decisiones que se adopten a nivel nacional y, cuando proceda, a nivel regional respecto de la minoría a la que pertenezcan o de las regiones en que vivan, de toda manera que no sea incompatible con la legislación nacional.
5.1. Las políticas y programas nacionales se planificarán y ejecutarán teniendo debidamente en cuenta los intereses legítimos de las personas pertenecientes a minorías.

## Literatura
La ONU Declaration en Minorías. Una Cuenta Académica en la Ocasión de su 20.º Aniversario (1992-2012). Ed. Por U. Caruso, R. Hoffmann Brill@–Nijhoff 2015. ISBN 978-90-04-25155-7
ISBN 978-90-04-25155-7 978-90-04-25155-7